# Melanie Steinrück
Melanie Steinrück (* 10. Juli 1847 in Leipzig; † nach 1912) war eine deutsche Bädervorsteherin und Schriftstellerin.

## Leben
Der Vater Schultz war ein Unternehmer in Leipzig, die Mutter war eine Französin.
Melanie wuchs in Dresden und Berlin auf und erlernte auch die englische Sprache.
Nach dem Tod des Vaters zog die Mutter mit ihr nach Basel. Danach war sie als Erzieherin bei einer amerikanischen Familie in Darmstadt und bei einer holländischen Familie in Amsterdam tätig und lebte dann mit der Mutter in Freiburg.
Seit 1873 war Melanie Schultz Vorsteherin der neuen Bassinbäder im Kurort Badenweiler.
1884 heiratete sie den Freiburger Verleger Steinrück, und gab ihre Tätigkeit auf, danach zogen sie nach Nürnberg.
Dort führte sie 1894 die Vertretung einer Krefelder Seidenfabrik.
1896 nahm sie als Vertreterin des neugegründeten Deutschen Schriftstellerinnenbundes am Journalistentag in Nürnberg teil. 1898 wurde ihre Ehe geschieden.
1912 lebte Melanie Steinrück noch in Nürnberg. Sie hatte einen Sohn (* um 1886).

## Literarische Texte
Melanie Steinrück veröffentlichte einige Novellen und Romane, vor allem in Zeitungen.
Ihre Kinderkomödie König Drosselbart von 1895 wurde in Nürnberg und Fürth mehrmals erfolgreich aufgeführt.
- Badenweiler Novellen, Knaur, Frankfurt a. M., 1882, 2 Bände
- Der Wahnsinnige, Roman, Hauptmann, Bonn, 1882, 2. Auflage 1909[4]
  - De waanzinnige, Katholieke Illustratie, s'Hertogenbosch, 1891, 1892, niederländische Übersetzung[5]
- Die beiden Baronessen, Fortsetzungsnovelle oder -roman, in Deutsches Wochenblatt, Uruguay, 17. Mai 1884 (PDF), und weitere Nummern
- König Drosselbart. Kinderkomödie in vier Bildern, E. Bloch, Berlin 1898